# Third Album (Shocking Blue)
Third Album è il quarto album del gruppo musicale olandese degli Shocking Blue pubblicato nel 1971.

## Tracce
Tutti i brani sono stati scritti da Robbie van Leeuwen tranne dove riportato.
1. Shocking You - 2:59
2. Velvet Heaven - 3:23
3. Love Sweet Love - 3:12
4. I Saw Your Face (Reggis Mull) - 2:56
5. Simon Lee and the Gang - 1:49
6. Serenade - 3:26
7. Don't You See - 2:43
8. The Bird of Paradise - 2:49
9. Moonlight Night - 4:55
10. Sleepless of Midnight - 2:30
11. I Follow the New Sun - 2:44

## Bonus tracks
1. Never Marry a Railroad Man - 3:03
2. Roll Engine Roll - 3:14
3. Waterloo - 3:24
4. Blossom Lady - 3:33
5. Is This a Dream? - 3:45
6. Poor Boy (versione lunga) - 4:50